# Джудія Алхазал
Джудія бін Забн бін Махрут Аль-Хазал (англ. Judiya Z. Alhathal; нар. 11 січня 1959, Ель-Худуд еш-Шамалія) — саудівський дипломат. Надзвичайний і Повноважний Посол Королівства Саудівська Аравія в Україні.

## Біографія
Народився 11 січня 1959 року в провінції Ель-Худуд еш-Шамалія, Саудівська Аравія. У 1981 році закінчив юридичний факультет Кувейтського університету. Пройшов курс навчання в Інституті державного управління (13.8.1987 по 8.9.1987) та в період з (13.2.1989 по 9.3.1989). Також пройшов курс міжнародного публічного права в інституті дипломатичних досліджень (25.8.1990 — 13.1.1994). 
Працював начальником навчальних програм в Інституті дипломатичних досліджень Міністерства закордонних справ Саудівської Аравії. 
Директором Дослідницького департаменту. З 08.10.1997 директором з досліджень в Інституті дипломатичних досліджень. 
Був помічником директора Відділу двосторонніх економічних відносин Міністерства закордонних справ по 01.09.2000. З 06.09.2000 директор міжнародних економічних відносин при Міністерстві закордонних справ. З 2003 по 2004 роки Тимчасовий Повірений у справах Саудівської Аравії в Берліні (Німеччина). З жовтня 2004 року повноважний міністр в Міністерстві закордонних справ. З 31 січня 2006 року директор з питань закордонної допомоги МЗС Саудівської Аравії. Брав участь у саміті Ліги арабських держав у Аммані (2001) та в арабському саміті в Бейруті (2002). З 2006 по 2010 Надзвичайний і Повноважний Посол Королівства Саудівської Аравії в Каракасі (Венесуела). З 27 серпня 2010 року Надзвичайний і Повноважний Посол Королівства Саудівської Аравії в Києві (Україна). 